# The Hollywood Palace

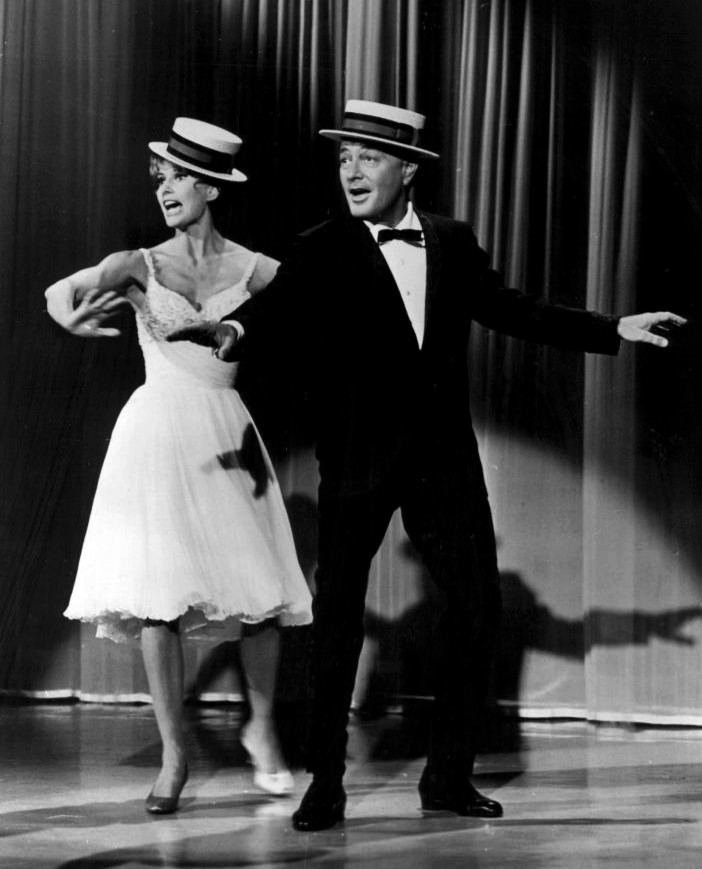
Photo de Cyd Charisse et Tony Martin se produisant dans l'émission de télévision The Hollywood Palace.

The Hollywood Palace est une émission télévisée de variétés américaine des années 1960. Elle fut diffusée chaque samedi soir, sur le réseau de télévision ABC, du 4 janvier 1964 au 7 février 1970, et présentée par des artistes vedettes choisis. Le programme remplaça le The Jerry Lewis Show, une émission de variétés présentée par Jerry Lewis  qui n'aura duré que trois mois sur ABC. Le tournage de Hollywood Palace se passe sur les plateaux du théâtre "Hollywood Playhouse" que Jerry Lewis avait renommé "The Jerry Lewis Theater" de septembre à décembre 1963 sur Vine Street à Hollywood, Los Angeles. La continuité de l'émission fait que le théâtre s'appelle comme l'émission "Hollywood Palace". Aujourd'hui le théâtre est devenu le Avalon Hollywood. À la première de l'émission, une artiste alors inconnue, Raquel Welch, passe une audition en tant que la "Billboard Girl" (présentatrice hôtesse) pour la première saison de l'émission pour présenter les artistes interprètes depuis un placard dans le style à la française d'une pièce de Vaudeville, au début et après chaque prestation.